# Finalizm
Finalizm – w filozofii historii pogląd, że dzieje stale zmierzają do określonego z góry celu, który jako realizacja wszystkiego, co w nich zalążkowo zawarte, stanowi ich rozwiązanie i zakończenie oraz nadaje im sens. Często analogicznie do finalizmu historiozoficznego sądzi się, że ten sam cel mają przed sobą także natura i świat jako całość.
Finalizm ukształtował się przede wszystkim na gruncie chrześcijaństwa - największe znaczenie miał tu św. Augustyn, który sformułował filozoficznie nową, liniową koncepcję czasu, wywodzącą się z dogmatów chrześcijańskich. Stoi ona w opozycji do koncepcji przedchrześcijańskiej czasu cyklicznego, w której nie występuje pojęcie celu dziejów. Celem dziejów w koncepcji chrześcijańskiej jest paruzja. 
Obok koncepcji chrześcijańskiej wśród poglądów finalistycznych największe znaczenie ma heglizm i wywodzące się z niego kierunki filozoficzne. Współcześnie głośną koncepcję finalistyczną przedstawił Francis Fukuyama.